# علي هارتر
علي هارتر (بالإنجليزية: Ali Harter)‏ هي مغنية مؤلفة أمريكية، ولدت في 20 يونيو 1984 في أوكلاهوما سيتي في الولايات المتحدة.